# Выползово (Костомский сельский округ)
Выползово — деревня в Костомском сельском округе Ореховского сельского поселения Галичского района Костромской области России. 

## География
Деревня расположена на берегу реки Тёбза.

## История
Согласно Спискам населенных мест Российской империи в 1872 году сельцо Выползово относилось к 1 стану Галичского уезда Костромской губернии. В нём числилось 12 дворов, проживало 34 мужчины и 45 женщин.
Согласно переписи населения 1897 года в деревне проживало 66 человек (31 мужчина и 35 женщин).
Согласно Списку населенных мест Костромской губернии в 1907 году деревня относилась к Новографской волости Галичского уезда Костромской губернии. По сведениям волостного правления за 1907 год в ней числилось 16 крестьянских дворов и 82 жителя. В деревне имелись ветреная мельница и кузница. Основным занятием жителей деревни, помимо земледелия, была работа плотниками.
До муниципальной реформы 2010 года деревня также входила в состав Костомского сельского поселения.